# Plus féroces que les mâles
Pour plus de détails, voir Fiche technique et Distribution.
Plus féroces que les mâles (Deadlier Than the Male) est un film britannique réalisé par Ralph Thomas, sorti en 1967.

## Synopsis
L’agent des services spéciaux britanniques Bulldog Drummond reçoit pour mission d’arrêter un génie criminel qui utilise de jolies filles pour perpétrer ses meurtres.

## Fiche technique
- Titre : Plus féroces que les mâles
- Titre alternatif : Les Tueuses
- Titre vidéo : Deadlier
- Titre original : Deadlier Than the Male
- Réalisation : Ralph Thomas
- Scénario : Liz Charles-Williams, David D. Osborn et Jimmy Sangster
- Images : Ernest Steward
- Musique : Malcolm Lockyer
- Production :  Sydney Box et Betty E. Box pour Greater Films Ltd.
- Pays d'origine : Royaume-Uni
- Format : Couleur (Technicolor) - 2,35:1
- Genre cinématographique : Aventures, Policier
- Durée : 101 minutes
- Dates de sortie :
  - Royaume-Uni : 12 février 1967
  - France : 12 juillet 1967

## Distribution
- Richard Johnson (VF : Jean-Claude Michel) : Hugh "Bulldog" Drummond
- Elke Sommer (VF : Paule Emanuele) : Irma Eckman
- Sylva Koscina (VF : Martine Sarcey) : Penelope
- Nigel Green : Carl Petersen
- Suzanna Leigh : Grace
- Steve Carlson (VF : Georges Poujouly) : Robert Drummond
- Virginia North : Brenda
- Justine Lord :  Peggy Ashenden
- Zia Mohyeddin : King Fedra
- Lee Montague (VF : Claude Bertrand) : Boxer
- George Pastell (VF : Henri Djanik) :  Carloggio
- John Stone (VF : Marc de Georgi) : David Wyngarde
- Leonard Rossiter (VF : André Valmy)  : Henry Bridgenorth
- Laurence Naismith (VF : Louis Arbessier) : Sir John Bledlow
- Richard Hurndall (VF : Jean-François Laley) : l'homme en costume au club de judo
- Ralph Michael (VF : Jean-Paul Moulinot) : le membre sénior du conseil d'administration
- William Mervyn (VF : Albert de Médina) : le président du conseil d'administration de la Phoenician Oil